# Tõnis Kint
Tõnis Kint (* 5. Augustjul. / 17. August 1896greg. auf dem Bauernhof Paasio, Staatsgut Taevere, Gemeinde Suure-Jaani, Kreis Viljandi; † 5. Januar 1991 in Örnsköldsvik, Schweden) war ein estnischer Politiker. Er war von 1970 bis 1990 Staatsoberhaupt der estnischen Exilregierung.

## Ausbildung
Tõnis Kint schloss 1916 die Schule in Tartu ab und studierte Bauwesen am – kriegsbedingt nach Moskau evakuierten – Polytechnikum Riga (heute: Technische Universität Riga). 1917/18 diente Tõnis Kint während des Ersten Weltkriegs in der russischen Armee, unter anderem an der Front in der Ukraine. 1918 setzte er sein Studium an der Landwirtschaftlichen Fakultät der Baltischen Technischen Universität Riga fort. Von 1918 bis 1920 nahm er am estnischen Freiheitskrieg gegen Sowjetrussland teil. Von 1920 bis 1928 studierte er mit Unterbrechungen an der Landwirtschaftlichen Fakultät der Universität Tartu.

## Landwirtschaft und Politik
Von 1925 bis 1940 hatte Tõnis Kint verschiedene herausgehobene Positionen innerhalb der estnischen Landwirtschaftsverwaltung inne. 1936 bis 1940 war er Mitglied des estnischen Parlaments und unter anderem Vorsitzender des Landwirtschaftsausschusses. Mit der Besetzung Estlands durch die Sowjetunion engagierte er sich im demokratischen Widerstand. Bei den von der Besatzungsmacht angesetzten Wahlen kandidierte er 1940 als demokratischer Gegenkandidat gegen die Kommunisten, wurde aber von den Besatzungsbehörden von der Wahlliste gestrichen.

## Exil
1944 gelang Tõnis Kint die Flucht nach Schweden. Von 1945 bis 1949 war er an der Landwirtschaftlichen Universität von Uppsala als Archivmitarbeiter beschäftigt, 1949 bis 1951 als Agronom bei Stockholm und von 1951 bis zu seiner Pensionierung 1975 beim schwedischen Landwirtschaftsverband (Landbrukarnas Riksförbund).
Von 1953 bis 1963 war er Landwirtschafts- und Verteidigungsminister der estnischen Exilregierung und von 1963 bis 1970 stellvertretender Ministerpräsident. Vom 23. Dezember 1970 bis 1. März 1990 war Tõnis Kint Ministerpräsident mit den Aufgaben eines Präsidenten und damit Staatsoberhaupt der Republik Estland im Exil. Von 1971 bis 1975 war er darüber hinaus Vorsitzender des Estnischen Nationalrats (Eesti Rahvusnõukogu).